# Beppo Beyerl
Beppo Beyerl (n. el 16 de novembre del 1955 a Viena-Hadersdorf) és un escriptor austríac.

## Biografia
Beppo Beyerl va estudiar llengües eslaves i periodisme. Viu a Viena i a Vitis a Baixa Àustria. Escriu reportatges per diaris vienesos sobre la República Txeca, la Polònia i la Rússia. Beyerl va escriure llibres literaris i a més obres sobre Viena i Baixa Àustria. El 2003 va rebre el Feldkircher Lyrikpreis (6è). És membre de l'associació d'escriptors d'Àustria Österreichischer Schriftstellerverband.

## Obra
- Wiener Reportagen: Band 1: Einst & Heute, Edition Mokka, Viena 2008, ISBN 978-3-902693-03-7
- Als das Lügen noch geholfen hat, Roman, Molden-Verlag, Viena 2007, ISBN 978-3-85485-215-5
- Hüben und Drüben: Geschichten von Grenzgängern, Sonderzahl Verlag, Wien 2006, ISBN 978-3-85449-259-7
- Die Beneš-Dekrete: zwischen tschechischer Identität und deutscher Begehrlichkeit, Promedia Verlag, Viena 2002, ISBN 3-85371-194-4
- Die Wiener Krankheit: ein Tagebuch, Resistenz Verlag, Linz 2000, ISBN 3-85285-056-8
- Eckhausgeschichten, Neuer Breitschopf-Verlag, Viena 1992, ISBN 3-7004-0191-4
- Flucht: Reportagen aus subjektiver Sicht, Verlag Jungbrunnen, Viena 1991, ISBN 3-7026-5646-4